# Rhizomys sumatrensis
La rata del bambú grande (Rhizomys sumatrensis) es una especie de roedor de la familia Spalacidae. Una de las ratas de bambú.
Su dieta incluye, además de los brotes y raíces del bambú, los cultivos de tapioca y de caña de azúcar.

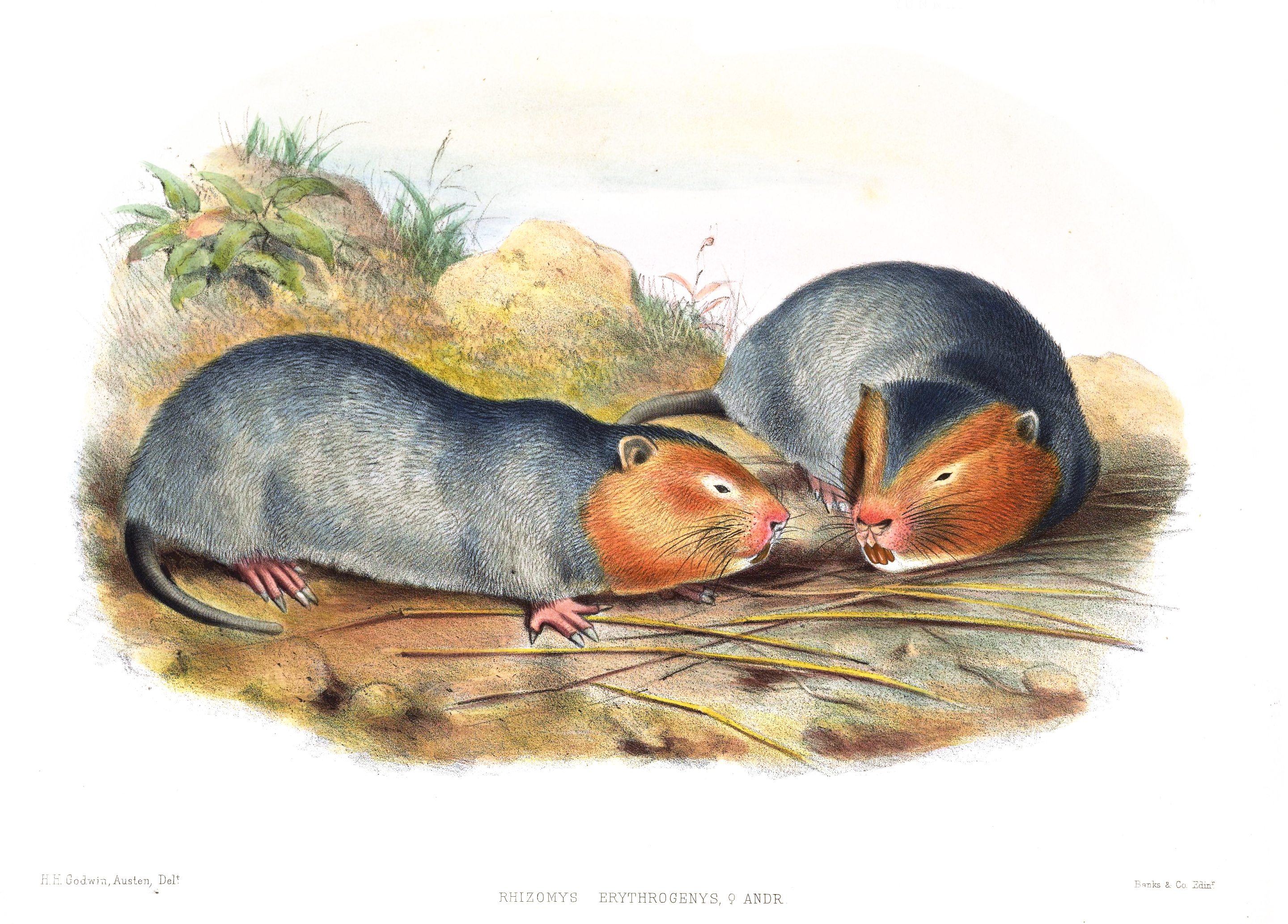
Female R. s. erythrogenys

## Distribución geográfica
Se encuentra en Camboya, China, Indonesia, Laos, Malasia, Birmania, Tailandia y Vietnam.